# バトルフィールド オンライン
バトルフィールド オンライン（韓国語: 배틀필드 온라인）は2010年3月25日に韓国のNeowizによって発売されたゲームソフトである。
バトルフィールドシリーズの新作ではなく、2005年に発売された『バトルフィールド2』のリメイク作品である。

## 概要
『バトルフィールド ヒーローズ』同様、無料でプレイ可能。今作は韓国のNeowizが製作し、アメリカ合衆国のエレクトロニック・アーツから販売された。ゲームのオープンベータテストは2010年3月30日に開始され、3年後の2013年3月にサービスが終了した 。
また『バトルフィールド2142』を超える高度なグラフィックを採用した。

## 開発
Neowizの決算発表において、EAの指導のもと、バトルフィールド オンラインの提供を開始すると発表された来年サービス開始する。EAとNeowizは、既にサッカーゲームをオンラインゲーム化した「FIF オンライン」を共同開発していたりと、良好な関係を持っていた。